# Fédération comorienne d'athlétisme
La Fédération comorienne d'athlétisme regroupe l’ensemble des clubs ayant pour objet la pratique de l’athlétisme aux Comores. Elle a son siège à Moroni.
Elle est affiliée à l'Association internationale des fédérations d'athlétisme (IAAF) depuis 1979, ainsi qu'à la Confédération africaine d'athlétisme (CAA) qui gère les compétitions au niveau continental.